# Zgoša
Zgoša – wieś w Słowenii, w gminie Radovljica. W 2018 roku liczyła 369 mieszkańców.